# Trioza tenuicona
Trioza tenuicona är en insektsart som beskrevs av Crawford 1919. Trioza tenuicona ingår i släktet Trioza och familjen spetsbladloppor. Inga underarter finns listade i Catalogue of Life.